# Sceloporus asper
Espèce
Synonymes
- Sceloporus obscurus Van Denburgh, 1897

Statut de conservation UICN

 LC  : Préoccupation mineure
Sceloporus asper est une espèce de sauriens de la famille des Phrynosomatidae.

## Répartition
Cette espèce est endémique du Mexique. Elle se rencontre dans les États de Nayarit, du Michoacán, du Jalisco et du Guerrero.

## Étymologie
Le nom spécifique asper vient du latin asper, rugueux, en référence à l'aspect de ce saurien.

## Publication originale
- Boulenger, 1897 : A revision of the lizards of the genus Sceloporus. Proceedings of the Zoological Society of London, vol. 1897, p. 474-522 (texte intégral).